# Haberma tingkok
Haberma tingkok — вид крабів родини Sesarmidae. Описаний у 2017 році професором Гонконзького університету Стефано Канначчі та професором Сінгапурського університету Пітером Енгом.

## Етимологія
Вид названий по типовому місцезнаходженню — селище Тінг Кок на північному сході Гонконгу.

## Поширення
Ендемік Гонконгу. Відомий лише у типовому місцезнаходженні. Цей вид є другим видом мангрових ендемічних крабів, описаних у Гонконзі. Першим видом є Pseudosesarma patshuni, який був виявлений у 1975 році .

## Опис
Дрібний краб; тіло завдовжки 8-9 мм. Забарвлення темно-коричневе із світло-коричневими цятками.

## Спосіб життя
Краб живе у мангрових лісах серед гілок дерева Kandelia candel. Розмноження та розвиток також проходить на деревах. Типові зразки виду зібрані на висоті 1,5-1,8 м.